# 台灣播出之日劇列表 (2007年)
台灣播出之日劇列表為在2007年台灣播映過之日本戲劇
| 日期     | 劇名               | 日本電視台 | 台灣電視台      | 主要演員   | 網站                        |
| 1月2日   | 熟男不結婚         | KTV        | 緯來日本台      | 阿部寬     | 網頁 （页面存档备份，存于） |
| 1月6日   | 純情外宿生         | TX         | 民視            | 一太郎     | 網頁 （页面存档备份，存于） |
| 1月8日   | 里見八犬傳         | TBS        | 緯來日本台      | 瀧澤秀明   | 網頁 （页面存档备份，存于） |
| 1月18日  | 主播台女王         | CX         | 緯來日本台      | 天海祐希   | 網頁 （页面存档备份，存于） |
| 2月1日   | 戀愛維他命         | CX         | 緯來日本台      | 伊東美咲   | 網頁 （页面存档备份，存于） |
| 2月13日  | 詐欺花美男         | TBS        | 緯來日本台      | 山下智久   | 網頁 （页面存档备份，存于） |
| 2月16日  | 空姐特訓班         | CX         | 緯來日本台      | 上戶彩     | 網頁 （页面存档备份，存于） |
| 2月24日  | 孃王               | TX         | 民視            | 北川弘美   | 網頁（页面存档备份，存于）  |
| 2月28日  | 花痴妹駕到         | EX         | 緯來日本台      | BECKY      | 網頁 （页面存档备份，存于） |
| 4月3日   | 冬之輪舞           | THK        | JET             | 遠野凪子   |                             |
| 4月11日  | 華麗一族           | TBS        | 緯來日本台 民視 | 木村拓哉   | 網頁 （页面存档备份，存于） |
| 5月7日   | 醫龍               | CX         | 緯來日本台      | 坂口憲二   | 網頁 （页面存档备份，存于） |
| 5月10日  | 太陽之歌           | TBS        | 緯來日本台      | 山田孝之   | 網頁（页面存档备份，存于）  |
| 5月24日  | 白夜行             | TBS        | 緯來日本台      | 山田孝之   | 網頁 （页面存档备份，存于） |
| 5月28日  | 愛上無賴男         | EX         | JET             | 藤原紀香   |                             |
| 6月2日   | 台灣歌姬·鄧麗君    | EX         | 緯來日本台      | 木村佳乃   | 網頁 （页面存档备份，存于） |
| 6月11日  | 美味求婚           | TBS        | 緯來日本台      | 長谷川京子 | 網頁 （页面存档备份，存于） |
| 6月11日  | 愛上恐龍妹         | KTV        | JET             | 稻垣吾郎   |                             |
| 6月20日  | 女人心機           | CX         | 緯來日本台      | 米倉涼子   | 網頁 （页面存档备份，存于） |
| 6月25日  | 水手服與機關槍     | TBS        | 緯來日本台      | 長澤雅美   | 網頁 （页面存档备份，存于） |
| 7月1日   | 大奧 第一章        | CX         | TVBS-G          | 松下由樹   | 網頁 （页面存档备份，存于） |
| 7月2日   | 一公升的眼淚       | CX         | JET             | 澤尻英龍華 |                             |
| 7月3日   | 當生命的電池耗盡時 | EX         | 國興衛視        | 財前直見   | 網頁 （页面存档备份，存于） |
| 7月6日   | 她的秘密花園       | KTV        | 緯來日本台      | 釋由美子   | 網頁 （页面存档备份，存于） |
| 7月17日  | 流星花園2          | TBS        | 緯來日本台      | 井上真央   | 網頁（页面存档备份，存于）  |
| 7月19日  | 東京朋友           | -          | JET             | 大塚愛     |                             |
| 7月23日  | 交響情人夢         | CX         | 緯來日本台      | 上野樹里   | 網頁 （页面存档备份，存于） |
| 8月6日   | 唯一的愛           | NTV        | JET             | 龜梨和也   |                             |
| 8月7日   | 求婚大作戰         | CX         | 緯來日本台      | 山下智久   | 網頁 （页面存档备份，存于） |
| 8月17日  | 少年白虎隊         | EX         | 緯來日本台      | 山下智久   | 網頁 （页面存档备份，存于） |
| 8月27日  | 派遣女王           | NTV        | 緯來日本台      | 篠原涼子   | 網頁 （页面存档备份，存于） |
| 9月10日  | 新娘犯太歲         | TBS        | 緯來日本台      | 篠原涼子   | 網頁 （页面存档备份，存于） |
| 9月10日  | 小孤島大醫生2      | CX         | 緯來日本台      | 吉岡秀隆   | 網頁 （页面存档备份，存于） |
| 9月10日  | 海猿               | CX         | JET             | 伊藤英明   |                             |
| 9月26日  | 嫁到什麼鬼地方     | EX         | 緯來日本台      | 仲間由紀惠 | 網頁 （页面存档备份，存于） |
| 10月8日  | 義經               | NHK        | 緯來日本台      | 瀧澤秀明   | 網頁 （页面存档备份，存于） |
| 10月9日  | 真愛時光           | TBS        | 緯來日本台      | 黑木瞳     | 網頁 （页面存档备份，存于） |
| 11月20日 | 夜王               | TBS        | 緯來日本台      | 松岡昌宏   | 網頁 （页面存档备份，存于） |
| 12月5日  | 女帝               | EX、ABC    | 緯來日本台      | 加藤羅莎   | 網頁（页面存档备份，存于）  |
| 12月19日 | 鐵板少女           | TBS        | 緯來日本台      | 堀北真希   | 網頁 （页面存档备份，存于） |
| 12月21日 | 壽司王子           | EX         | 國興衛視        | 堂本光一   | 網頁 （页面存档备份，存于） |
| 12月27日 | 小護士當家         | CX         | 緯來日本台      | 石原里美   | 網頁 （页面存档备份，存于） |